# Кшемень-Другий
Кшемень-Другий (пол. Krzemień Drugi) — село в Польщі, у гміні Дзволя Янівського повіту Люблінського воєводства.
Населення — 688 осіб (2011).
У 1975-1998 роках село належало до Тарнобжезького воєводства.

## Демографія
Демографічна структура станом на 31 березня 2011 року:
|          | Загалом | Допрацездатний вік | Працездатний вік | Постпрацездатний вік |
| -------- | ------- | ------------------ | ---------------- | -------------------- |
| Чоловіки | 348     | 60                 | 245              | 43                   |
| Жінки    | 340     | 62                 | 180              | 98                   |
| Разом    | 688     | 122                | 425              | 141                  |